# Samuel Vince
Samuel Vince   (Fressingfield, 6 d'abril de 1749 - Ramsgate, 28 de novembre de 1821) va ser un matemàtic i astrònom anglès.
Vince era fill d'un paleta, però va aconseguir recolzament econòmic per a poder estudiar a la universitat de Cambridge. Es va graduar el 1775 al Caius College com senior wrangler i obtenint el premi Smith i, tres anys més tard, va obtenir el magister. A continuació va ser fellow del Sidney Sussex College fins que el 1796 va ser nomenat Plumian Professor d'astronomia de la universitat de Cambridge, substituint Anthony Shepherd, qui havia mort aquell mateix any. Va mantenir aquest càrrec fins la seva defunció el 1821.
Vince és recordat per haver publicat entre 1795 i 1799, juntament amb James Wood, els sis volums de The Principles of Mathematics and Nathural Philosophy. Mentre Wood es va encarregar dels volums dedicats a l'àlgebra, la mecànica i l'òptica, Vince va cobrir les fluxions, l'hidroestàtica i l'astronomia. Tot i que aquestes llibres estaven pensats per als estudiants universitaris, la veritat és que van quedar aviat sobrepassats pels enfocs analítics procedents de França i introduïts a Anglaterra pel successor de Vince a la càtedra Robert Woodhouse.